# Рыжая (фильм, 1928)
«Рыжая» (англ. Red Hair) — немой фильм 1928 года. Частично цветной фильм. Экранизация романа Элинор Глин. Считается утерянным, однако сохранился фрагмент и был восстановлен.

## Сюжет
Маникюрша Бабблс Маккой стремится заполучить богатого мужа. Она останавливает свой выбор на Роберте Ленноне, который не только богат, но и красив. Леннона опекают трое его друзей-холостяков. Все они тайком друг от друга начинают ухаживать за Бабблс и осыпать её дорогими подарками. Когда они узнают, что девушка водила их за нос, то решают отомстить. На вечеринке в честь помолвки Бабблс и Леннона, они рассказывают жениху о её поведении. В припадке обиды и гнева Бабблс срывает с себя дорогие украшения и роскошное платье, а затем полуголая прыгает в бассейн, но несмотря ни на что Леннон прощает свою непутевую невесту.

## Интересные факты
- В фильме в эпизодической роли снялся будущий знаменитый актер Гэри Купер.

## В ролях
| Актёр         | Роль          |
| ------------- | ------------- |
| Клара Боу     | Бабблс Маккой |
| Лейн Чандлер  | Роберт Леннон |
| Уильям Остин  | Юстас Джилл   |
| Клод Кинг     | Томас Берк    |
| Лоуренс Грант | Руфус Леннон  |